# Gata Kamskij
Gataulla Rustemovič Sabirov (in russo Гатаулла Рустемович Сабиров?, meglio noto come Gata Kamskij o Kamsky; Novokuzneck, 2 giugno 1974) è uno scacchista statunitense di origine tatara, grande maestro.

## Carriera
Kamskij nacque col nome di Gataulla Sabirov a Novokuzneck, in Siberia, nell'oblast' di Kemerovo, da famiglia tatara.
Vinse il campionato sovietico under 20 due volte prima del 1989 e a dodici anni batté il grande maestro veterano Mark Tajmanov in una partita di torneo.
Kamskij fu probabilmente il più giovane giocatore a battere un grande maestro. Ottenne in quell'anno anche il titolo di maestro. Si trasferì negli USA nel 1989 con il padre Röstäm (scritto anche Rustam).
Il cognome Kamskij deriva dal soprannome dei suoi nonni quando facevano parte della compagnia teatrale girovaga tatara.
Nel 1990, all'età di sedici anni e senza titolo, giocò nel torneo interzonale a 64 giocatori, il primo passo verso il campionato del mondo di scacchi. Concluse con 5,5/13.
Nel 1990 la FIDE assegnò a Kamskij il titolo di Grande maestro internazionale e nel 1991 Kamskij vinse il campionato statunitense. Ottenne buoni risultati anche negli altri tornei prestigiosi, vincendo nel 1994 il torneo di Las Palmas.
Ha vinto per 5 volte il campionato statunitense di scacchi: 1991, 2010, 2011, 2013, 2014 .
Nella lista FIDE di luglio 2013 ha 2.763 punti Elo, proprio record personale, 11º al mondo e secondo tra i giocatori statunitensi dopo Hikaru Nakamura.

## Torneo dei candidati al mondiale (1993-1996)
Nel 1993 sia la FIDE che la PCA organizzarono i tornei interzonali. Kamskij giocò in entrambi e si qualificò in tutti e due i tornei dei candidati, che vennero ampiamente dominati da Kamskij e Anand.
Nel primo turno del torneo dei candidati della FIDE Kamskij batté Paul van der Sterren (+3=3−1). Giocò i quarti di finale contro Anand, tenutisi nel luglio e agosto del 1994 a Sanghi Nagar (India): essi furono meno facili e dopo due patte nelle prime due partite, Anand ebbe la meglio nella terza e nella quarta, passando in testa per 3-1. La quinta partita finì patta e Kamskij realizzò 4,5 punti nelle successive cinque partite, vincendo il match per 6-4. In semifinale, giocate sempre a Sanghi Nagar nel febbraio 1995, Kamskij ebbe la meglio su Valerij Salov per 5,5–1,5 (4=3−0).
Kamskij giocò un match di venti partite contro Karpov per il mondiale della FIDE del 1996, presso Ėlista, in Calmucchia, perdendo per 7,5-10,5 (3 vittorie, 9 patte e 6 sconfitte).
Nel torneo dei candidati della PCA del 1994-1995, Kamskij batté Vladimir Kramnik nei quarti di finale a New York, nel giugno del 1994. A settembre dello stesso anno, Kamskij sconfisse Nigel Short nelle semifinali a Linares, in Spagna. Nella finale, giocata nel marzo del 1995 a Las Palmas contro Anand, fu il campione indiano ad avere la meglio per 6,5 a 4,5 (con 1 vittoria di Kamskij, 7 pareggi e 3 vittorie di Anand), rovesciando il risultato del torneo FIDE.
Nel match contro Short (settembre 1994) ci fu un acceso confronto tra il padre di Kamskij, Rustam, e lo stesso Short.

## Inattività (1996-2004)
Dopo la sconfitta contro Karpov, Kamskij si prese una pausa dagli scacchi. Si diplomò al Brooklyn College nel 1999, frequentò un anno alla facoltà di medicina, dopo il quale passò a legge, laureandosi al Touro Law Center di New York.
La successiva partita valida per il punteggio Elo venne giocata nel 1999, quando Kamskij tornò a giocare nel mondiale FIDE a Las Vegas. Affrontò il futuro vincitore dell'evento Aleksandr Chalifman in un match di due partite, in cui vinse la prima, ma perse la seconda e lo spareggio lampo.

## Il ritorno (dal 2004)
Kamskij non disputò più partite ufficiali fino al 15 giugno 2004, quando partecipò alla 106ª edizione del New York Master, giocando quattro partite in un giorno con controllo del tempo a 30 minuti. Le due vittorie e le due patte che ottenne in quella occasione furono sufficienti per consentirgli di giungere al primo posto a pari merito con altri quattro giocatori.
In seguito partecipò a diverse altre edizioni dell'evento settimanale con alterne fortune, prima di tornare al professionismo nel Campionato statunitense del 2005, che si tenne tra novembre e dicembre del 2004, dove fece registrare un rispettabile ma non esaltante 5,5 su 9. Raggiunse nell'aprile del 2005 il 19º posto nella classifica mondiale FIDE con un Elo di 2.700; conservò tale posizione fino al luglio dello stesso anno quando salì di una posizione grazie all'imbattibilità che riuscì a mantenere in una serie di incontri al torneo HB Global Challenge del maggio del 2005, che si tenne a Minneapolis.
Da allora Kamskij è presente nel circuito internazionale ottenendo un notevole secondo posto dietro a Veselin Topalov nel M-Tel Masters. Subito dopo guidò la squadra statunitense alla medaglia di bronzo nelle Olimpiadi degli scacchi del 2006 a Torino. Il 4 luglio 2006 si aggiudicò il fortissimo World Open di Filadelfia, vincendo circa 7.000 dollari.
Nel novembre-dicembre del 2007, Kamskij ha vinto la Coppa del mondo. In finale ha battuto Aleksej Širov (+1-0=3), guadagnandosi l'accesso ad un match degli sfidanti contro Veselin Topalov, il cui vincitore avrebbe affrontato il campione del mondo in carica, Viswanathan Anand, nel mondiale del 2009. Tale match, dopo una lunga ed incerta attesa, è stato confermato e si è disputato 16 e il 26 febbraio 2009. Gata Kamskij è stato sconfitto dal campione bulgaro, dovendo rinunciare così alla finale del campionato mondiale.
Nel 2008 ha vinto il bronzo a squadre con la squadra americana alle olimpiadi di Dresda.
Partecipa al Grand Prix FIDE 2008-2009, valido per le qualificazioni al torneo dei candidati per il campionato del mondo del 2011. In seguito a modifiche del regolamento, risulta però già qualificato a tale torneo come perdente del match con Topalov del febbraio 2009.
Nel gennaio 2010 ha vinto, per spareggio tecnico su Zoltán Almási, il 52º torneo di Capodanno di Reggio Emilia.
Nel febbraio 2016 ha vinto con 7,5 punti la 32ª edizione del torneo open di Cappelle-la-Grande.
Nel 2021 vince il Torneo di Biel-Bienne.

## Partita di esempio
Qui Kamskij, col nero, batte il futuro campione del mondo Kramnik nel loro match degli sfidanti nel 1994.
Kramnik – Kamskij, quarti di finale del campionato del mondo, New York 1994
Difesa nimzo-indiana  – 1.Cf3 Cf6 2.c4 e6 3.Cc3 Ab4 4.g3 O-O 5.Ag2 c5 6.0-O Cc6 7.d4 cxd4 8.Cxd4 De7 9.Cc2 il bianco permette al nero di rovinare la sua struttura pedonale, e presto sacrifica uno dei suoi pedoni deboli in c. Spera che i suoi due alfieri possano compensare a sufficienza, ma constaterà di non riuscire ad usarli effettivamente.
9.…Axc3 10.bxc3 Td8 11.Aa3 d6 12.Tb1 Dc7 13.Cd4 Cxd4 14.cxd4 Dxc4 15.Dd2 Da6 16.Tb3 Tb8 17.e4 Ad7 18.Tf3
tentando di spostare il gioco sull'ala di re, ma i pezzi di Kamskij ora invadono l'ala di donna.
18.…Aa4!
se 18.…Cxe4 19.Df4 f5 20.g4 aprendo le linee per i pezzi del bianco
19.Te1 Tbc8 20.Af1 Ab5 21.Ah3 Da4 22.d5 Tc2 23.De3? exd5
il bianco è profondamente disturbato. Se ora 24.exd5? Te8 vince
24.e5 d4! 25.Dg5 Te2!
sfruttando la traversa debole del bianco. Ora il bianco sacrifica materiale per un attacco formidabile contro g7, ma Kamskij l'ha calcolato esattamente.
26.exf6 Txe1+ 27.Af1
se 27.Rg2?, allora 27…Af1+ 28.Rg1 Axh3#
27.…Txf1+ 28.Rg2 Tg1+! 29.Rh3
se 29.Rxg1? segue 29…Dd1+ 30.Rg2 Df1#
28.…Ad7+ 30.Rh4 g6 31.Dh6 d3+ 32.Tf4
a 32.Rg5? segue 32…Dg4#
32.…Dxf4+! 33.Dxf4
se 33.gxf4 Tg4+ 34.Rh3 Tg5+! 35.Rh4 Th5+ guadagna la donna
33.…Th1! 34.g4 h6!
ora l'attacco del bianco è finito e i pedoni neri si uniscono nell'attacco al re bianco, minacciando ...g5+.
35.Rh3
se 35.Dxh6? allora 35.…Txh2+
35.…g5! 36.Dd4 Tg1 37.f3 d2! 38.Dxd2
se 38.Dxg1 segue 38…Aa4 e il nero promuove
38.…Ab5! (0-1)
con 39.…Af1+ si guadagnerebbe la donna bianca.